# De straatvechter
De straatvechter (The Street Lawyer) is een in 1998 uitgekomen legal thriller van de Amerikaanse schrijver John Grisham. Het beschrijft hoe een jonge veelbelovende advocaat achter een smerige truc van zijn kantoor komt waardoor mensen zijn overleden, en naar aanleiding hiervan de strijd met zijn ex-collega's aangaat. Een televisieserie gebaseerd op het boek was aangekondigd, maar is uiteindelijk om onbekende redenen afgelast.
Thema´s zijn het harde leven van daklozen, klassenverschillen, en het contrast tussen de goed verdienende topadvocatuur en het vaak ondankbare en slecht betaalde werk van de sociale advocatuur.

## Het verhaal
Michael Brock werkt bij het prestigieuze advocatenkantoor Drake & Sweeny in Washington D.C. Hij is hard op weg partner te worden, maar zijn huwelijk met Claire is op sterven na dood. Op een dag wordt hij met een aantal collega's gegijzeld door een onbekende zwarte zwerver, die zich laat aanspreken met "Meneer". De gijzeling wordt bijtijds beëindigd en Meneer wordt doodgeschoten door een politie-sluipschutter. Het leven van Michael Brock, tot dan toe de keiharde geslaagde zakenadvocaat, verandert hierdoor voorgoed.
Michael, getraumatiseerd door deze ervaring, gaat op onderzoek uit en belandt bij een kantoor voor sociale rechtsbijstand van Mordecai Green. Hij ontdekt dat de actie van Meneer een wanhoopsdaad was, ingegeven door een brute uitzetting van hem en een aantal andere daklozen uit een geïmproviseerd "appartementencomplex", een in kamers opgesplitst oud pakhuis. Deze kamers werden echter wel verhuurd aan de daklozen, maar Tilman Gantry, de eigenaar, wilde het gebouw in vrije staat verkopen aan RiverOaks, een agressief vastgoedbedrijf. Dit bedrijf wilde het slopen en er voor de posterijen een sorteercentrum neerzetten en verhuren. RiverOaks was een klant van Drake & Sweeney. Braden Chance, de partner die de zaak behandelde, was wel degelijk ervan op de hoogte dat de uitzetting onrechtmatig was. Een rechtmatige huurbeëindiging zou echter te lang hebben geduurd en dan zouden de posterijen de deal met RiverOaks hebben afgeblazen. Tevens vond de uitzetting midden in de winter plaats, zodat de daklozen een goede kans liepen dood te vriezen. 
Michael staat Mordecai Green bij en ontmoet daklozen. Een groot deel van het werk van het kantoor bestaat uit het helpen van deze daklozen met formulieren en kleinere juridische problemen waar ze niets van begrijpen, of ze bijstaan bij instanties die hen niet te woord willen staan. Ook bestaat een groot deel van het werk uit niet-juridisch werk: meehelpen in de gaarkeukens en slaaphuizen, zorgen dat er voldoende opvangruimte beschikbaar is bij koud weer. Het rechtsbijstandskantoor gaat gebukt onder financiële problemen door bezuiniging op de subsidie, zoals veel daklozen- en sociale instellingen in Washington D.C. Als Michael in een gaarkeuken meehelpt, ontmoet hij Lontae Burton en haar gezin. Ook dit gezin was uitgezet uit het pakhuis, en overlijdt niet lang daarna tijdens een overnachting in een oude auto aan koolstofmonoxidevergiftiging. Ze had de motor aangezet om wat warmte voor zichzelf en haar kinderen te maken tegen de ijzige kou, maar werd vergiftigd door de uitlaatgassen. Michael zweert de daklozen een stem te geven, zelfs, indien nodig, tegen zijn eigen kantoor.
Terwijl Michaels huwelijk op de klippen loopt, vertrekt hij bij Drake & Sweeney. Hij neemt het dossier over de vastgoedzaak mee, waarmee Green een rechtszaak kan aanspannen namens de nabestaanden van de daklozen die zijn omgekomen ten gevolge van de uitzetting. Dit is echter een zeer zware schending van het advocaat-client privilege en daarmee een zwaar beroepsvergrijp. Drake & Sweeney slaat hard terug en dreigt met een straf- en een tuchtzaak tegen Michael. Het komt tot een zitting waarbij Michael Brock, Mordecai Green, Arthur Jacobs (senior managing partner van Drake & Sweeney), RiverOaks en de voormalige eigenaar van het pand, de pooier Tilman Gantry, aanwezig zijn. Braden Chance, de partner die de RiverOaks zaak had behandeld is afwezig, het kantoor heeft zich stilletjes van hem ontdaan. Mordecai Green dreigt met een rechtszaak voor een jury, die bij de aanblik van de dode kinderen miljoenen aan schadevergoeding zou toewijzen. Arthur Jacobs is furieus op Michael, die het dossier had gestolen, en is wel bereid tot schikken, mits Michael uit de balie wordt gezet. De zaak eindigt in een schikking met een tijdelijke schorsing uit de advocatuur voor Michael. Omdat het kantoor recht op een 20% honorarium heeft, zijn hiermee ook de financiële problemen voorlopig over.
Arthur Jacobs krijgt echter last van zijn geweten. Hij is een respectabele oude advocaat, die zich altijd verre hield van praktijken als de RiverOaks-zaak. Dat zijn eigen kantoor dit had toegelaten knaagt aan hem, en hij zoekt contact met Michael. Uiteindelijk spreekt Arthur met Michael af dat zijn advocaten verplicht zullen worden om ieder jaar een bepaalde hoeveelheid pro-Deowerk te doen, in samenwerking met Michael.
Michael kan zijn mislukte huwelijk en carrière achter zich laten, en met zijn nieuwe vriendin een nieuwe pagina in zijn leven opslaan.